# Zenon Grocholewski
Zenon Grocholewski   (Bródki, 11 d'octubre de 1939 - Roma, 17 de juliol de 2020) fou un cardenal polonès de l'Església Catòlica, que va ser promogut al Col·legi Cardenalici el 2001. Serví entre 1999 i 2015 com a Cardenal Prefecte de la Congregació per a l'Educació Catòlica i Gran Canceller de la Universitat Pontifícia Gregoriana. El 31 de març de 2015 el Papa Francesc nomenà el cardenal Giuseppe Versaldi per succeir-lo com a Cardenal Prefecte de la congregació.

## Biografia
Va néixer a Bródki, fill de Stanisław i Józefa (nascuda Stawińska) Grocholewski. Després d'estudiar al seminari arxidiocesà de Poznań, Grocholewski va ser ordenat prevere el 27 de maig de 1963 per l'arquebisbe Antoni Baraniak, qui anteriorment l'havia ordenat sotsdiaca i diaca.
Després del seu nomenament el 21 de desembre de 1982 com a bisbe titular d'Acropolis, rebé la consagració episcopal el 6 de gener següent de mans del Papa Joan Pau II, amb els arquebisbes Eduardo Martínez Somalo i Duraisamy Lourdusamy servint com a co-consagradors. Grocholewski va ser promogut al rang d'arquebisbe el 16 de desembre de 1991 pel Papa Joan Pau II. El 15 de novembre de 1999, Joan Pau II el nomenà per servir com a Prefecte de la Congregació per a l'Educació Catòlica i Gran Canceller de la Pontifícia Universitat Gregoriana.
Grocholewski va ser creat cardenal diaca de San Nicola in Carcere per Joan Pau II en el consistori del 21 de febrer de 2001. Grocholewski automàticament va perdre els seus càrrecs el 2 d'abril de 2005, a causa de la mort de Joan Pau. Va ser confirmat pel nou Papa, Benet XVI, el 21 d'abril. Va ser un dels cardenals electors que van participar en el conclave de 2005 que escollí el Papa Benet XVI. El 21 de febrer de 2011 optà pel títol de cardenal prevere. Va ser un dels cardenals electors del conclave de 2013 que escollí el Papa Francesc, qui el confirmà en els seus càrrecs com a Cardenal Prefecte per a l'Educació Catòlica el 30 de novembre de 2013.
A més del seu polonès nadiu, parla llatí, italià, francès, castellà i anglès.
És membre curial de les congregacions per a la Doctrina de la Fe, pels Bisbes, del Consell Pontifici per als Texts Legislatius i del Consell Especial per a Oceania del Secretariat General del Sínode de Bisbes. El cardenal Grocholewski va ser també l'enviat extraordinari oficial del Papa pel quart centenari de la Pontifícia i Reial Universitat de Santo Tomas de Manila, la universitat més antiga d'Àsia.
El 31 de març de 2015 el Papa Francesc nomenà el cardenal Giuseppe Versaldi com a successor del cardenal Grocholewski com a Cardenal Prefecte de la Congregació per a l'Educació Catòlica.

## Carrera acadèmica
Grocholewski ensenyà a la Facultat de Dret Canònic de la Pontifícia Universitat Gregoriana de Roma (1975-1999) i a la Facultat de Dret Canònic de la Pontifícia Universitat Lateranense de Roma (1980-1984). També ha realitzat lectures de Justícia Administrativa al Studio Rotale de la Rota Romana (1986-1988).
Ha ofert conferències, debats i convencions a diversos països. Està connectat amb diverses associacions de Dret Canònic, així com els comitès editorials d'algunes revistes i diaris acadèmics.

## Prefecte de la Congregació per a l'Educació Catòlica
El març de 2011, en una conferència de premsa per presentar el Decret publicat recentment sobre la reforma dels estudis eclesiàstics de Filosofia, el cardenal Grocholewski va explicar com els documents normatius relatius als estudis eclesiàstics comprenien la Constitució Apostòlica de Joan Pau II "Sapientia christiana" de 1979 i les seves normes d'aplicació, expedida en el mateix any per la Congregació per a l'Educació Catòlica. «No obstant això, va dir, Ecclesia semper est reformanda 'per tal de respondre a les noves exigències de la vida eclesial en el canvi de les circumstàncies historicoculturals i això també (potser especialment) implica el món acadèmic». Les raons de la reforma, el cardenal va explicar, que són «per una banda, les deficiències en la formació filosòfica en moltes institucions eclesiàstiques, on els punts de referència precisos falten especialment pel que fa a les matèries que han d'impartir i la qualitat dels professors... D'altra banda, hi ha la convicció - expressada en l'Encíclica de Joan Pau II "Fides et ratio" de 1998 de la importància del component metafísic de la filosofia, ... i la consciència que la filosofia és indispensable per a la formació teològica. Per aquesta raó el decret actual de la congregació té com a objectiu tornar a avaluar la filosofia, sobretot a la llum d'aquesta encíclica... la restauració de la "vocació original de la filosofia; és a dir, la recerca de la veritat i la seva sapiental i dimensió metafísica.»

## Honors
El cardenal Grocholewski ha rebut més de 20 doctorats honoraris, la Gran Medalla de Sant Gorazdo del Ministeri d'Educació d'Eslovàquia (2000), la Gran Creu de l' Orde del Mèrit (Xile) (2003), la Gran Creu del Mèrit amb Estrella i faixí de l'Orde del Mèrit de la República Federal d'Alemanya (2005), la creu del comandant amb l'estrella de l'Ordre de Polònia Restituta (2009), i Comandant de l'ordre de les Palmes Acadèmiques del Ministeri d'Educació de la República de França (2009).
 Gran Creu de l'orde al Mèrit (Xile) (2003)
 Gran Creu amb Estrella de l'orde al Mèrit de la República Federal Alemanya (2005)
 Gran Oficial de l'orde Polonia Restituta (2009)
 Comandant de l'Orde de les Palmes Acadèmiques (França) (2009)